# A Cave Man Wooing
Pour plus de détails, voir Fiche technique et Distribution.
A Cave Man Wooing est un film muet américain réalisé par Otis Turner et sorti en 1912.

## Filmographie
- Réalisation : Otis Turner
- Scénario : B.M. Connors
- Production : Carl Laemmle
- Date de sortie : 
  - États-Unis : 20 mai 1912

## Distribution
- King Baggot : George
- Violet Horner : Clarice
- William Robert Daly : Professeur S. Trong
- William E. Shay
- Jane Fearnley